# Nordligaste regionen
Nordligaste regionen (franska: Région de l'Extrême-Nord) är en region i Kamerun. Den ligger i den norra delen av landet, 900 km norr om huvudstaden Yaoundé. Antalet invånare är 1 855 695. Arean är 34 263 kvadratkilometer. Nordligaste regionen gränsar till Norra regionen och Adamaouaregionen. 
Terrängen i Nordligaste regionen är platt åt nordost, men åt sydväst är den kuperad.
Nordligaste regionen delas in i:
- Département du Mayo Danaï
- Département du Logone-et-Chari
- Département du Diamaré
- Departement du Mayo-Kani
- Mayo-Sava
- Mayo-Tsanaga

Följande samhällen finns i Nordligaste regionen:
- Kousséri
- Maroua
- Mokolo
- Yagoua
- Mora
- Kaélé
- Blangwa
- Bogo
- Mindif
- Makary
- Koza